# Фэр, Леон
Лео́н Фэр (фр. Léon Feer; 22 ноября 1830, Руан — 10 марта 1902, Париж) — французский ориенталист и лингвист.
В 1864 году стал профессором в Школе восточных языков, сменив Фуко. Был помощником отдела рукописей в Bibliothèque Nationale и затем возглавил его, был активным сотрудником «Journal Asiatique», в течение некоторого времени преподавал тибетский и монгольский языки в École des langues orientales vivantes, также изучал санскрит и пали, перевёл большое количество древних текстов с восточноазиатских языков. Был членом правления Индокитайского академического общества.

## Издания
Его основные сочинения:
- «Tableau de la grammaire mongole»;
- «L’essence de la science transcendante en trois langues: thibétain, sanscrit, mongol» (1866);
- «Introduction du bouddhisme dans le Kashmir»;
- «La Puissance et la civilisation mongoles au XIII s.» (1867);
- «Le Sûtra en quarante-deux art, textes chinois, thibétain et mongole autographiés» (1868);
- «République et royauté» (1871);
- «Études bouddhiques» (1871—75);
- «Contes indiens. Les Trente-deux récits du trône, trad. du bengali» (1883);
- «Le Livre des cent légendes d’après les textes sanscrits et thibétains» (1884—85);
- «John Wycliffe» (1885);
- «Le Mariage par achat dans l’Inde aryenne»;
- «La Thibet, pays, peuple et religion» (1886) и другие.